# Robinson Glacier
Robinson Glacier är en glaciär i Antarktis. Den ligger i Östantarktis. Australien gör anspråk på området. Robinson Glacier ligger 60 meter över havet.
Terrängen runt Robinson Glacier är platt åt sydväst, men söderut är den kuperad. Havet är nära Robinson Glacier åt nordost. Trakten är obefolkad. Det finns inga samhällen i närheten.